# Baraboo (plaats)
Baraboo is een plaats (city) in de Amerikaanse staat Wisconsin, en valt bestuurlijk gezien onder Sauk County.

## Demografie
Bij de volkstelling in 2000 werd het aantal inwoners vastgesteld op 10.711. In 2006 is het aantal inwoners door het United States Census Bureau geschat op 10.980, een stijging van 269 (2,5%).

## Geografie
Volgens het United States Census Bureau beslaat de plaats een oppervlakte van 13,7 km², geheel bestaande uit land. Baraboo ligt op ongeveer 264 m boven zeeniveau.
Nabij de plaats bevindt zich het gebergte van de Baraboo Range.

## Plaatsen in de nabije omgeving
De onderstaande figuur toont nabijgelegen plaatsen in een straal van 16 km rond Baraboo.